# 普洱景迈山古茶林
普洱景迈山古茶林位于中国云南省普洱市澜沧拉祜族自治县东南部的景迈山，是人工栽培古茶林的典型代表，由5片古茶林、9个古村寨以及3片分隔防护林共同构成。2013年，景迈古茶园被列为第七批全国重点文物保护单位。2023年9月17日，普洱景迈山古茶林文化景观在第45届世界遗产大会上被评选为世界文化遗产。

## 概述
景迈村以傣族为主，芒景村以布朗族为主，景迈古茶园是布朗族、傣族的祖先早期人工进化种植云南大叶茶（普洱茶）的典范，是目前世界上保存最完好、年代最久远、面积最大的人工栽培型古茶园。10至14世纪，布朗族、傣族先民迁徙至景迈山时，发现大面积的野生茶树，便在林中建寨，在村寨周围人工栽培茶树，形成了林下茶种植传统。明清时期，在兴盛的茶叶贸易推动下，景迈山茶树种植规模得到扩增，古茶林成为当地世居民族的重要经济来源。
普洱景迈山古茶林文化景观的遗产要素包括5片规模宏大的古茶林、5个布朗族和4个傣族古村落以及3片分隔防护林。遗产地总面积19,095.74公顷，其中遗产区面积7,167.89公顷，缓冲区面积11,927.85公顷。遗产区涉及惠民镇下辖的景迈、芒景两个行政村，内有10个村寨（其中9个为古村寨）1,231户5,088人，缓冲区涉及惠民镇景迈村、芒景村、芒云村和糯福乡勐宋村，内有5个村寨265户1,126人。现仍保存有大平掌古茶林、芒景山古茶林等5片保存完好的古茶林，面积达1,180公顷。据估算，遗产区内的古茶树数量超过120万株。

## 遗产保护
普洱景迈山古茶林的申遗工作历时13年，申遗于2010年6月启动，并于2012年11月入选中国世界遗产预备名单。2023年9月17日，普洱景迈山古茶林文化景观在第45届世界遗产大会上通过审议，列入《世界遗产名录》，是首个茶主题世界遗产。2013年3月5日，景迈古茶园被列为第七批全国重点文物保护单位。2014年4月，普洱景迈山古茶园保护管理局成立，其后于2017年更名为普洱景迈山古茶林保护管理局。2015年7月1日，《云南省澜沧拉祜族自治县景迈山保护条例》颁布施行。2023年1月1日，《普洱市景迈山古茶林文化景观保护条例》正式施行。